# کارملو میراندا
کارملو میراندا (اسپانیایی: Carmelo Miranda‎؛ زادهٔ ۲۰ دسامبر ۱۹۶۹) دوچرخه‌سوار اهل اسپانیا است. وی در مسابقات تور دو فرانس شرکت کرده است.